# Ercan Aktuna
Ercan Aktuna (ur. 1 stycznia 1940 w Stambule, zm. 20 września 2013 tamże) – turecki piłkarz, reprezentant Turcji, trener.
Karierę piłkarską rozpoczynał w klubie İstanbulspor. Większość swojej kariery jako piłkarz spędził w tureckim klubie Fenerbahçe SK. Występował w kadrze narodowej seniorów, rozegrał w niej 30 meczów.
W lutym 1987 został trenerem Fenerbahçe SK, a sześć miesięcy później złożył rezygnację.

## Sukcesy
- Fenerbahçe SK
  - Süper Lig: 1967/68, 1969/70, 1973/74
  - Puchar Turcji: 1968, 1974
  - TSYD Kupası: 1970, 1974
- Reprezentacja Turcji
  - ECO Cup: 1967, 1969